# Cabezas (gemeente)
Cabezas is een gemeente (municipio) in de Boliviaanse provincie Cordillera in het departement Santa Cruz. De gemeente telt naar schatting 30.968 inwoners (2018). De hoofdplaats is Cabezas.